# Assemblée de l'an XIII
L'Assemblée de l'an XIII (en esp. Asamblea del Año XIII), désigné également par Assemblée générale constituante de l’an 1813 (Asamblea General Constituyente del Año 1813), était une assemblée que le second triumvirat, arrivé au pouvoir en octobre 1812 dans les Provinces Unies du Río de la Plata, avait décidé de convoquer afin qu’elle proclamât l’indépendance, rédigeât une constitution, et définît une structure institutionnelle pour le nouvel État.
Si elle était censée, dans le dessein originel, représenter l’ensemble des populations du territoire récemment émancipées, elle ne réussit cependant pas à intégrer en son sein des représentants des provinces de l’intérieur. D’autre part, des intérêts sectoriels divergents, divisant les députés, eurent pour effet de faire ajourner la déclaration d’indépendance. Néanmoins, au cours de ses deux années d’existence, l’Assemblée de l'an XIII fut conduite à prendre une série de résolutions importantes.
Inaugurée le 31 janvier 1813, mais bientôt rongée par des désaccords internes et confrontée aux prémices de la guerre civile argentine, puis se bornant finalement au rôle de chambre d'enregistrement d'un exécutif autoritaire, elle tint sa dernière séance en janvier 1815.

## Résolutions prises par l'Assemblée

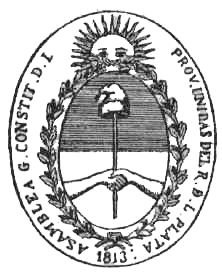
Sceau de l’Assemblée de l'an XIII.

Entre autres résolutions, l'Assemblée de l'an XIII :
- établit le blason national argentin ;
- donna mission de composer un hymne national argentin ;
- décréta la liberté des ventres des femmes esclaves ;
- abolit les majorats et les titres de noblesse ;
- affranchit les indigènes de l’obligation de payer tribut ;
- fit battre la monnaie nationale ;
- mit fin à l’inquisition et à la pratique de la torture ;
- interdit le trafic des esclaves ;
- approuva un statut réglementaire tendant à remplacer le triumvirat par un Directoire unipersonnel.

En ce qui concerne l'esclavage, les promoteurs de son abolition annoncèrent que leur première mesure serait la libération de tous les esclaves sur le territoire national. Cela provoqua les protestations irritées du Brésil, car nombre des esclaves de ce pays s’enfuyaient vers le territoire du Río de la Plata. En conséquence, seule fut promulguée la loi dite de liberté des ventres : aux termes de celle-ci furent déclarés libres les enfants des esclaves nés sur le territoire des Provinces Unies après la date de sa promulgation. L’esclavage ne fut aboli définitivement que par la Constitution argentine de 1853.

## Évolution
L’Assemblée adopta le principe de souveraineté nationale, pour la première fois au nom du peuple, et non du roi Ferdinand VII. Elle s’en autorisa pour assumer la direction du gouvernement, et durant les premiers mois de 1813, eut une autorité de loin supérieure à celle du triumvirat.
Avec le passage du temps, grâce en partie au plaidoyer de Bernardo de Monteagudo, l’assemblée décida de céder l’initiative au pouvoir exécutif. Elle suspendit à plusieurs reprises ses séances, laissant alors toute liberté au triumvirat pour gouverner sans limitation aucune.
Début 1814, l’Assemblée accomplit un pas supplémentaire en direction de la concentration du pouvoir aux mains de l’exécutif, lorsque fut instauré le Directoire, régime unipersonnel, à la tête duquel elle élut un des membres les plus récents du triumvirat, Gervasio Posadas, qui gouverna quasiment sans jamais consulter l’Assemblée.
À partir de la deuxième moitié de l’année 1814, l’Assemblée cessa presque totalement de se réunir : à peine deux fois encore sous le gouvernement de Posadas, dont la seconde du reste ne servit qu'à élire un successeur à Posadas, en la personne du général Carlos María de Alvear. Sous le gouvernement de ce dernier, elle ne se réunit plus qu’une seule fois, et ce ne fut que pour entériner l’action du Directeur suprême.
En définitive, les objectifs en vue desquels l’Assemblée de l’an XIII avait été convoquée ne furent pas remplis. Entre-temps, le roi Ferdinand VII était remonté sur le trône et fit savoir son intention d’en finir avec toute velléité révolutionnaire tant en Amérique qu’en Espagne.

## Députés élus
Le 24 octobre 1812, le triumvirat décréta :
« Article 6°. La présente capitale aura, eu égard à sa population et son importance politique plus grandes, quatre députés ; les autres capitales de province en nommeront deux, et chaque ville sous sa dépendance un, à l’exception de Tucumán, qui pourra à discrétion être représentée par 2 députés à l’Assemblée. »
Furent ainsi élus: par Buenos Aires : Hipólito Vieytes, Valentín Gómez, Vicente López y Planes et José Julián Pérez ; par Salta : Pedro Agrelo et José Moldes ; par Córdoba : Juan Larrea et Gervasio Posadas ; par Corrientes : Carlos de Alvear ; par San Juan : Tomás Antonio Valle ; par Mendoza : Bernardo Monteagudo ; par Santiago del Estero : Mariano Perdriel ; par Catamarca : José Fermín Sarmiento ; par La Rioja : José Ugarteche ; par Tucumán : Nicolás Laguna et Juan Ramón Balcarce ; par San Luis : Agustín José Donado ; par Jujuy : Pedro Vidal ; par Entre Ríos : Ramón Eduardo Anchoris ; par Santa Fe : José Amenábar ;
enfin par Luján : Francisco Argerich.

### Représentants du Haut-Pérou
Sous la protection de l’armée du Nord et des républiquettes furent élus pour l’Assemblée générale constituante, au nom du Haut-Pérou, les représentants suivants : par Santa Cruz de la Sierra : Antonio Suárez et Cosme Damián Urtubey (ne prirent pas place dans l’Assemblée) ; par Cochabamba : José Miguel de Cabrera et Andrés Pardo de Figueroa (ne prirent pas place dans l’Assemblée) ; par Chuquisaca : José Mariano Serrano et Ángel Mariano Toro ; par Potosí : Simón Díaz de Ramila et Gregorio Ferreira ; par La Paz : Ramón Mariaca (ne prit pas place dans l’Assemblée) ; enfin par Mizque : Pedro Ignacio de Rivera.

## Dissensions internes

Territoires ayant élu des députés à l’Assemblée de l'an XIII.

Une des premières mesures annoncées par l’Assemblée fut celle de déclarer les députés comme étant ceux de la Nation (de la Nación), et non des peuples (de los pueblos), c’est-à-dire des provinces. En outre, il fut dénié aux cabildos qui les avaient nommés le loisir de les révoquer ; c’était là un pas important en direction d’un régime de gouvernement unitaire.
En concordance avec cette mesure, l’on refusa, quelques mois plus tard, à incorporer les députés de la Bande Orientale, élus le 21 avril 1813 à l’occasion du Congrès de Tres Cruces, sous la protection du chef des Orientales et dirigeant du parti fédéraliste, José Artigas. En dépit de la raison invoquée – quelque vice de forme dans cette élection – le motif réel de ce refus étaient les instructions, dites instructions de l’an XIII, formulées par Artigas, et votées lors de l’Assemblée de Tres Cruces, dont étaient porteurs les députés orientaux et qui tendaient à ce que fût déclarée sans délai l’indépendance d’avec le royaume d’Espagne et à instituer pour les provinces un gouvernement de type fédéral.
Les six députés orientaux ainsi refoulés représentaient les six cabildos de la province: pour Montevideo : Dámaso Larrañaga et Mateo Vidal ; pour Maldonado : Dámaso Gómez Fonseca ; pour Canelones : Felipe Cardoso ; pour San Juan Bautista (actuelle Santa Lucía) et San José : Marco Salcedo ; pour Santo Domingo Soriano : Francisco Bruno de Rivarola.
Ces mesures eurent pour effet d’envenimer les relations du pouvoir central avec les provinces, en particulier avec la Bande Orientale et avec Artigas, et jetèrent le germe des guerres civiles argentines, qui éclatèrent en janvier 1814 et firent s’affronter fédéraux et unitaires pendant plus de soixante ans.

## Séance inaugurale
À la séance inaugurale de l’Assemblée, tenue le 31 janvier 1813, se trouvaient présents les députés : Carlos de Alvear, Mariano Perdriel, Juan Larrea, Gervasio Posadas, José F. Sarmiento, Vicente López, Hipólito Vieytes, José V. Gómez, Francisco Argerich, Tomás A. Valle, Juan Ramón Balcarce, José Ugarteche, Pedro Vidal, Bernardo de Monteagudo, Agustín Donado, Pedro Agrelo et José Moldes.
Le triumvirat décréta ce jour :

« Le Pouvoir exécutif suprême provisoire des Provinces Unies du Rio de la Plata ; ceux qui voient, entendent et comprennent la présente, sachez :
Que, vérifiée la réunion de la plupart des Députés des Provinces libres du Rio de la Plata en la capitale de Buenos Aires, et installée ce jour d’hui l’Assemblée générale constituante, il a décrété les articles suivants :
Art. 1°— Qu’en elle réside la représentation et l’exercice de la souveraineté des Provinces Unies du Rio de la Plata, et que son traitement soit celui de Souverain Seigneur, traitement avec lequel devra s’accorder celui de chacun de ses membres.
Art. 2°— Que son président soit monsieur le député de la ville de Corrientes, D. Carlos Alvear.
Art. 3°— Que les secrétaires de son bureau soient messieurs les députés de Buenos Aires, D. Valentín Gómez et D. Hipólito Vieytes.
(...) »

## Dernière séance
Lors de sa dernière session, le 26 janvier 1815, étaient présents les députés suivants : Nicolás Laguna (président, député de Tucumán), Pedro Ignacio Rivera (vice-président, député de Mizque), Valentín Gómez (de Buenos Aires), Tomás Antonio Valle (de San Juan), Francisco Ortiz (de Corrientes), Ramón Eduardo Anchoris (d’Entre Ríos), Francisco Argerich (de la Villa de Luján), Pedro Fabián Pérez (de Montevideo), Bernardo Monteagudo (de Mendoza), José Fermín Sarmiento (de Catamarca), Pedro Feliciano de Cavia (de Montevideo), Mariano Perdriel (de Santiago del Estero), Agustín José Donado (de San Luis), Manuel Luzuriaga (de Buenos Aires), José Amenábar (de Santa Fe), Ángel Mariano Vieytes (secrétaire, député de Buenos Aires), Vicente López (secrétaire, député de Buenos Aires).
Dans la suite, durant le reste du gouvernement d’Alvear, l’Assemblée ne devait donc plus jamais se réunir. Elle fut officiellement dissoute à la suite du coup d’État du 18 avril 1815.

## Autorités

### Présidents
- 1813
  - Février : Carlos María de Alvear
  - Mars : Tomás Antonio Valle
  - Avril : Pedro José Agrelo
  - Mai : Juan Larrea
  - Juin : Vicente López y Planes
  - Juillet : Gervasio Antonio Posadas
  - Août : Ramón Eduardo de Anchoris
  - Septembre : Pedro Pablo Vidal
  - Octobre : Tomás Antonio Valle
  - Novembre : José Moldes
- 1814
  - Janvier : Valentín Gómez
  - Août : Tomás Antonio Valle
- 1815
  - Janvier : Nicolás Laguna

### Secrétaires
- 1813
  - Février : Hipólito Vieytes

## Corrélat
Second triumvirat